# Anton Blank

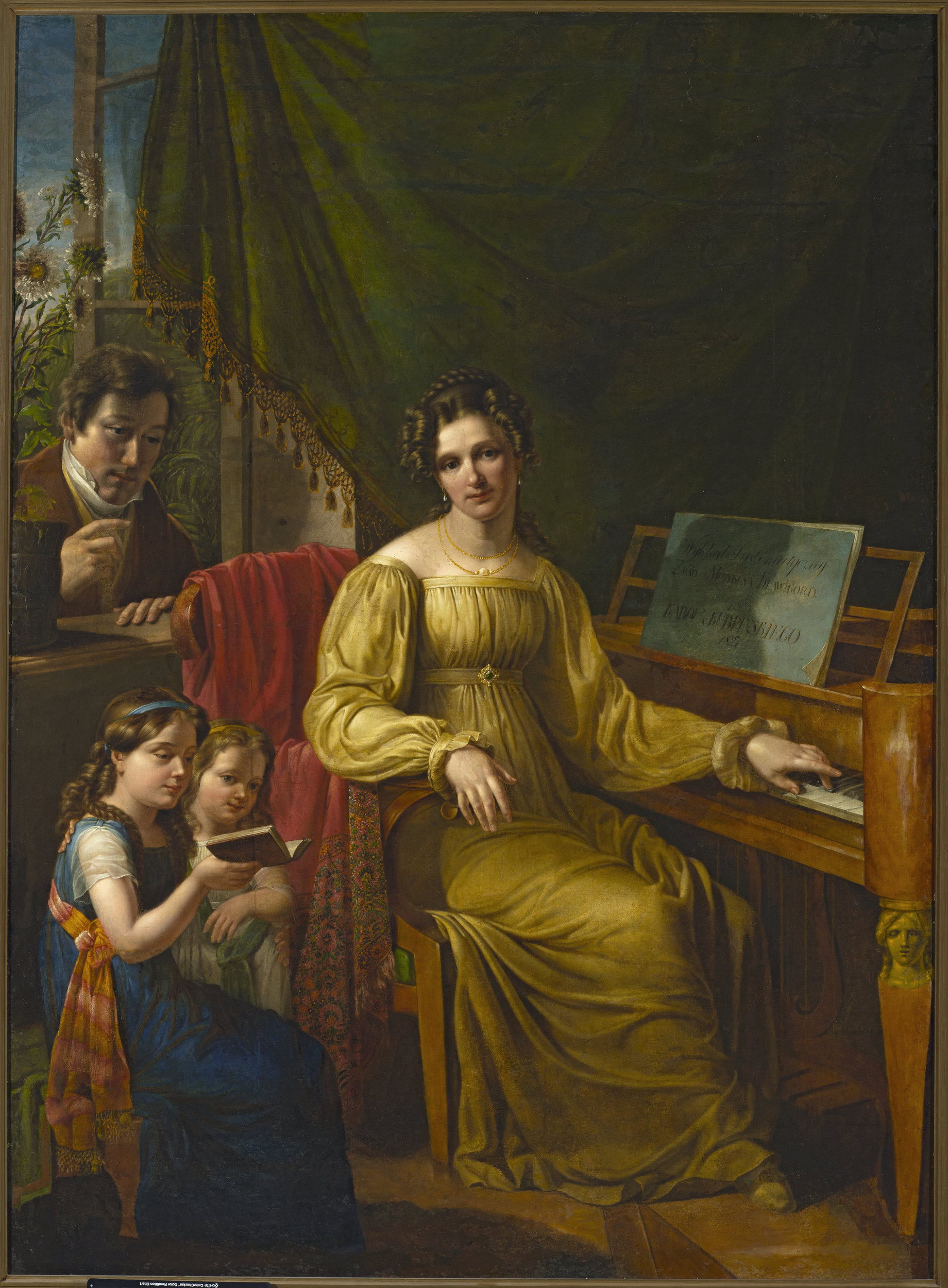
Selbstporträt mit der Familie, 1825

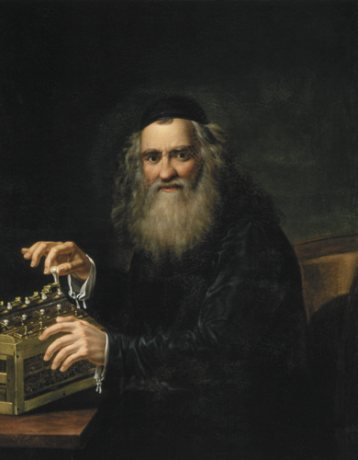
Porträt von Abraham Stern, 1823

Anton Johann Blank (auch Jan Antoni Blank-Białecki.) (* 6. Mai 1785 in Allenstein; † 20. Februar 1844 in Warschau) war ein Warschauer klassizistischer Porträtmaler.
Geboren in einer Handwerkerfamilie und früh verwaist wurde er in der Familie des Allensteiner Postmeisters Kober großgezogen. 
Im Jahr 1800 kam er nach Warschau, um in der Werkstatt des Malers Józef Kosiński Malerei zu studieren. 1809 kam Anton Blank nach Dresden, wo er beim österreichischen Maler Josef Maria Grassi sein Studium fortsetzte. 
Zurück in Warschau 1815 wurde er zum Zeichenlehrer an der Fakultät für Schöne Künste der Warschauer Universität und Betreuer der Sammlung der Gipsabgüsse ernannt. 1819 wurde er zum Professor dieser Hochschule berufen.
Er schuf zahlreiche Porträts im Biedermeier-Stil sowie mythologische und religiöse Bilder.
Zu seinen Schülern gehörten u. a. Rafał Hadziewicz, Jan Feliks Piwarski (1794–1859), Antoni Brodowski und January Suchodolski.
Mit seinen Schülern schuf er Bilder für Ermländer Kirchen, u. a. das Altarbild und die Bilder der Apostel Petrus und Paulus in der Katharinenkirche in Rössel (1821) und das Mater-Dolorosa-Bild in der Jakobskirche in Allenstein.
In den späteren Lebensjahren unterzeichnete er seine Werke mit Jan Antoni Blank-Białecki.
Sein Schwiegervater war der Dresdner Maler August Pechwell, seine Schwägerin die Pianistin Antonia Pechwell.
Er wurde auf dem Warschauer Powązki-Friedhof bestattet.

## Quelle
- Bogdan Suchodolski: Geschichte der polnischen Kultur, „Interpress“, Warschau 1986 ISBN 8322323042

| Personendaten    | Personendaten                                                                              |
| ---------------- | ------------------------------------------------------------------------------------------ |
| NAME             | Blank, Anton                                                                               |
| ALTERNATIVNAMEN  | Blank, Anton Johann (vollständiger Name); Blank-Białecki., Jan Antoni (vollständiger Name) |
| KURZBESCHREIBUNG | Warschauer Maler des Klassizismus                                                          |
| GEBURTSDATUM     | 6. Mai 1785                                                                                |
| GEBURTSORT       | Allenstein                                                                                 |
| STERBEDATUM      | 20. Februar 1844                                                                           |
| STERBEORT        | Warschau                                                                                   |